# 堅田漁業協同組合 (和歌山県)
堅田漁業協同組合（かたたぎょぎょうきょうどうくみあい）は、和歌山県西牟婁郡白浜町にある漁業協同組合。白浜沿岸における養殖漁業を中核に、リゾート施設「とれとれパーク」を運営している。同施設にて小売業、観光業などを手掛け、漁業の6次産業化を展開している。

## 沿革
公式サイト「会社概要」による。
- 1949年（昭和24年）10月 - 組合設立。真珠・真珠母貝の養殖を始める
- 1960年（昭和35年）10月 - 魚類養殖事業開始。
- 1967年（昭和42年）7月 - 堅田浦漁業協同組合を吸収合併。真珠養殖業を廃止し、魚類養殖事業専業となる。
- 1982年（昭和57年）4月 - 有限会社堅田水産を設立。小売店への卸売り販売を開始。
- 1988年（昭和63年）5月 - 有限会社日の本一設立。
- 1993年（平成5年）1月 - 海上釣堀「カタタの釣堀」を開設。
- 1995年（平成7年）7月 - 全国の魚介類・和歌山県の特産品を販売する「とれとれ市場南紀白浜」を開設。
- 1999年（平成11年）8月 - トレーラーハウスの宿泊施設「南紀白浜ガーデンハウス」を開設。
- 2000年（平成12年）11月 - 海鮮レストランと温泉施設「いただき亭」を開設。
- 2003年（平成15年）6月 - とれとれ市場南紀白浜株式会社設立。上記各施設を管理運営する。
- 2009年（平成21年）7月 - 海鮮バイキングレストラン「とれとれ亭」を開設（「いただき亭」を改装、リニューアル）。
- 2009年（平成21年）11月 - ドームハウス型宿泊施設「とれとれヴィレッジ」を開設（「南紀白浜ガーデンハウス」を改装、リニューアル）。温浴施設「南紀白浜温泉とれとれの湯」を開設。
- 2010年（平成22年）4月 - 回転寿司店「海鮮寿司とれとれ市場」を開設。
- 2016年（平成28年）3月 - 屋形船による会席料理「かがやき屋」を開設。
- 2016年（平成28年）7月 - パンダデザインのドームハウス型宿泊施設「パンダヴィレッジ」を開設。
- 2017年（平成29年）3月 - イオンモールりんくう泉南に丼専門店「とれとれ市場丼」を開設。和歌山県外へ進出。
- 2019年（令和元年）7月 - オーベルジュ「ブランシェット南紀白浜」を開設[4][5][6]。

## 事業内容
「とれとれパーク」内の各店舗等にて以下の事業を行っている。なお一般向けの信用事業・共済事業は行ってなく、JFマリンバンクのATMは店舗内に存在しない。
養殖部
当漁協の祖業で、白浜の沿岸においてマダイ・クエなどの養殖を行っている。また育てた魚を全国の市場・量販店などに出荷している。
小売事業
総敷地面積15,000坪で「西日本で最大級の海鮮マーケット」と自負する「とれとれ市場」において、一般の個人客や観光客向けに、鮮魚や和歌山県の物産を取り扱う。
飲食店事業
独立店舗として「とれとれ亭」「海鮮寿司とれとれ市場」「とれとれ市場丼」「かがやき屋」の4店舗を経営。海の幸を前面に打ち出したメニュー構成としている。また「とれとれ市場」ほか各施設内にも軽食等の販売ブースを展開している。
レジャー事業
釣り施設（釣堀、イカダ）、温浴施設「とれとれの湯」「カタタの湯」を経営。
宿泊業

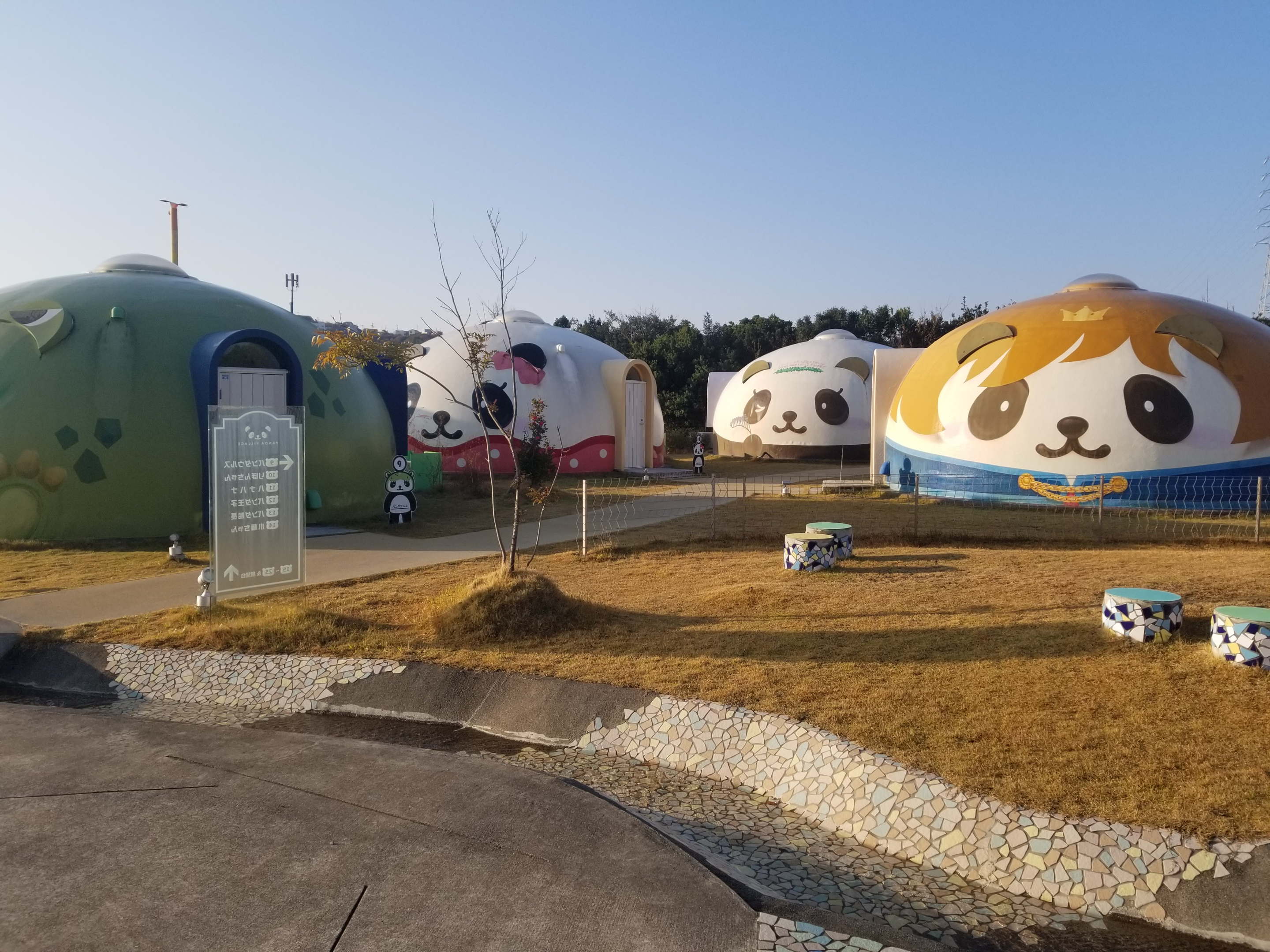
パンダヴィレッジ

ドームハウス型宿泊施設「とれとれヴィレッジ」「パンダヴィレッジ」、オーベルジュ「ブランシェット南紀白浜」の3施設を経営。

## 各施設へのアクセス
- 大阪方面から、阪和自動車道南紀田辺インターチェンジ又は紀勢自動車道上富田インターチェンジから国道42号経由、田辺市新庄町田鶴交差点より和歌山県道33号南紀白浜空港線（白浜道路）に入り約5キロ。
- 串本方面から、紀勢自動車道南紀白浜インターチェンジから国道42号経由、冨田橋交差点より堅田方面へ。
- JR白浜駅から明光バスに乗車、「とれとれ市場停留所」で下車。
- 南紀白浜空港から車で約10分。